# Shi Yi Ji
Shi Yi Ji (en chino, 《拾遺記》; pinyin, 'Shíyí Jì') es un tratado histórico-mitológico chino compilado por el estudioso taoísta Wang Jia (muerto en el 390). El título se ha traducido al inglés de manera variada como Record of Heretofore Lost Works (Registro de obras perdidas hasta ahora), Researches into Lost Records (Investigaciones en registros perdidos) ,
Record of Gleanings (Reunión de registros),
o Forgotten Tales (Cuentos Olvidados).
El verbo shiyi (拾遺) se traduce por los diccionarios modernos como "apropiarse de una propiedad perdida", o, cuando se usa en títulos de libros "para compensar las omisiones". De acuerdo a esto, este trabajo está basado en versiones "apócrifas" de la historia (legendaria) temprana china, que debió haber sido producida durante el período de Han Oriental (25 al 220). Por ejemplo, la versión del Shi Yi Ji de la historia de Yu el Grande dice que un dragón amarillo y una tortuga negra (descrita como "el emisario del espíritu del Río Amarillo") ayudaron a Yu a crear las características geográficas de China y a nombrarlas (El dragón cavaría canales con su cola), detalles que no se encuentran en el Clásico de las montañas y los mares.

### Citas
1. ↑  Empresses and consorts: selections from Chen Shou's Records of the Three ...
2. ↑  Yang, Lihui; An, Deming; Turner, Jessica Anderson (2005), Handbook of Chinese mythology., ABC-CLIO, ISBN 1-57607-806-X.
3. ↑  Alexander Wylie, Chinese researches
4. ↑  Chen, Jianing (1990),  Chen, Jianing, ed., The Core of Chinese classical fiction, New World Press, p. 17, ISBN 7-80005-109-9.
5. ↑  Lewis, Mark Edward (2006), The flood myths of early China, SUNY series in Chinese philosophy and culture, SUNY Press, pp. 104-105, 191-192, ISBN 0-7914-6663-9. (especialmente, las notas 90 y 97)